# Systhema Buccowianum

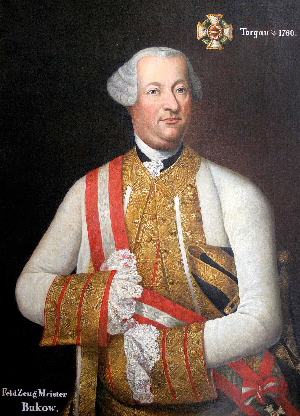
Adolf Nikolaus von Buccow

A systhema Buccowianum, azaz Buccow-féle adórendszer Erdély adózásának 1763-ban bevezetett rendje, amit kidolgozójáról, Adolf Nikolaus von Buccow erdélyi főhadparancsnokról és egyben a Gubernium vezetőjéről neveztek el.

## Előzmények
Erdélyben 1754-ben vezették be a kidolgozását vezető Bethlen Gábor kancellárról systhema Bethlenianumnak nevezett, és a korábbi kollektív adóztatással radikálisan szakító adórendszert. Ez az adózás alapjává az egyéneket, azaz adóalanyokat (fejadó) és a vagyontárgyakat (vagyonadó) tette. A systhema Bethlenianum jelentősen modernizálta a Gubernium adóügyeit, de éppen mert teljesen újszerű volt, nem oldotta meg egy csapásra az adóalanyok és adótárgyak meghatározásának valamennyi problémáját. Számos kérdés maradt megoldatlan. Így például:
- mennyi adót fizessen a szüleivel egy kenyéren élő, de tizenöt éven felüli, tehát felnőttnek számító gyerek?
- kell-e fejadót fizetniük a megtelepedett jobbágysorban élő cigányoknak?
- minden szántóterület után kell-e vagyonadót fizetni, vagy csak a bevetett földekért?

Számos tisztázatlanság maradt az egyes állatfajtákra kivetett adó megállapításában is. Emellett külön meghatározták, hogy összesen mennyi adót kívánnak beszedni, de nem tisztázták, mi a teendő olyankor, ha az egyes adózóktól beszedett adó összege ezt nem éri el? Ezeket a problémákat kívánta megoldani a systhema Bethlenianum első továbbfejlesztése, a kidolgozását irányító Buccow erdélyi főhadparancsnokról és egyben a Gubernium vezetőjéről systhema Buccowianumnak nevezett új adórendszer (1763).

## A Buccow-féle adórendszer
- Buccow lehetővé tette, hogy a szegényebb mezővárosok lakói a „taxa civica” helyett a négyforintos „libertinus-taxát” fizessék.
- A szüleikkel egy kenyéren élő felnőtt fiakat a szolgákra kivetett tizennyolc krajcáros „taxa impossessionatorum” fizetésére kötelezte, a lányokon e címen tizenkét krajcárt vett.
- A megtelepedett cigányoktól a jobbágyokéhoz hasonló fejadót követelt meg.
- A egységes vagyonadót vetett ki a bevetett és be nem vetett szántóterületre, hogy a lakosság a bevetett területek erősebb adóztatása miatt ne idegenedjen el a földműveléstől.
- Tételesen szabályozta az egyes állatfajtákért fizetendő vagyonadót.
- Elrendelte, hogy ha a begyűjtött adó nem éri el a szükséges mennyiséget, minden forintja után arányos pótadót vessenek ki.

## Utóélete
A systhema Buccowianum csak hat éven át volt érvényben, mert néhány év alatt kiderült, hogy a rendszeren még mindig van mit módosítani. A rendszert 1769-ben a Buccow jobbkeze (a kancellária vezetője) Samuel von Brukenthal által kidolgozott Systhema Bruckenthalianum váltotta fel. A szász Brukenthal teljesen átdolgoztatta az adózás rendjét: a szászok adóit csökkentette, a magyarokét és a székelyekét növelte.